# Liehittäjäjärvi
Liehittäjäjärvi är en sjö i Övertorneå kommun i Norrbotten och ingår i Torneälvens huvudavrinningsområde. Sjön har en area på 1,08 kvadratkilometer och ligger 132 meter över havet. Sjön avvattnas av vattendraget Liehittäijänjoki. Vid provfiske har abborre, gers, gädda och mört fångats i sjön.

## Delavrinningsområde
Liehittäjäjärvi ingår i det delavrinningsområde (737388-183986) som SMHI kallar för Utloppet av Liehittäjäjärvi. Medelhöjden är 151 meter över havet och ytan är 14,71 kvadratkilometer. Det finns inga avrinningsområden uppströms utan avrinningsområdet är högsta punkten. Liehittäijänjoki som avvattnar avrinningsområdet har biflödesordning 3, vilket innebär att vattnet flödar genom totalt 3 vattendrag innan det når havet efter 86 kilometer. Avrinningsområdet består mestadels av skog (68 procent) och sankmarker (17 procent). Avrinningsområdet har 1,12 kvadratkilometer vattenytor vilket ger det en sjöprocent på 7,6 procent.